# 奇異人生馬戲團
《奇異人生馬戲團》（奇妙なサーカス；Strange Circus）

## 劇情簡介
|                          | 盛著頭顱的盆子送來給少女，少女將它獻給了母親。劊子手提著沾滿鮮血的長劍，表情木然地站著。那女子便是名副其實的女人。烈火激情、無比殘酷。 |
| ——《逆向》—德尼斯·于斯曼—引自片頭字幕 | |

尾澤美津子在無意之間，偷看到父母性交的場面，遭到發現後轉身離開。某晚，父親尾澤剛三拿出事前已鑽孔專門承裝大提琴的盒子，要求尾澤美津子驅身躲入，並再次觀看父母性交的場面。
小百合返回家發現到父女近親亂倫，令她精神情況就此大亂，總趁丈夫不在時，任意毆打尾澤美津子。某天，小百合的一只耳環遺失，便立即質問尾澤美津子，引起一陣追打。然而，雙方就在拉扯之間，尾澤美津子不小心將小百合推下樓梯，導致死亡。後來，美津子從學校的屋頂上，一躍從高空而下尋死，但被醫師救回。只是，自殺未遂的美津子就此殘廢，雙腳無法走路，需靠輪椅才能行動……
三澤妙子是一位擅長創作恐怖小說的高人氣女作家，本身不良於行。然而，三澤妙子將小說寫好，交給出版社工作人員田宮雄二閱讀後，令田宮雄二忍不住詢問三澤妙子：『這是您的自傳嗎』？卻遭到否認。某晚，出版社總編輯帶著田宮雄二前往聲色場所，並要求他去調查三澤妙子，打算出版一本獨家報導。後來，田宮雄二答應接下偵查的任務……

## 人物角色
| 角色名稱           | 演員     | 備註                   |
| ------------------ | -------- | ---------------------- |
| 小百合             | 宮崎萬純 | 尾澤剛三的妻子         |
| 三澤妙子           | 宮崎萬純 | 恐怖小說作家           |
| 田宮雄二           | 石田一成 | 出版社工作人員         |
| 尾澤美津子（孩童） | 桑名里瑛 | 小學學生，小百合的女兒 |
| 尾澤美津子（成年） | 高橋真唯 | 殘障人士，小百合的女兒 |
|                    | 不二子   |                        |
|                    |          |                        |
| 未具名             | 田口     | 出版社總編輯           |
| 尾澤剛三           | 大口廣司 | 小學校長，小百合的丈夫 |

## 獎項

### 榮獲
- 柏林影展

- 「新聞報紙讀者獎」

- 蒙特婁影展

- 「最佳電影獎」
- 「最佳女主角獎」：宮崎萬純

## 外部連結
- 互联网电影数据库（IMDb）上《奇異人生馬戲團》的资料（英文）
- 豆瓣电影上《奇異人生馬戲團》的資料 （简体中文）